# リル (地形)

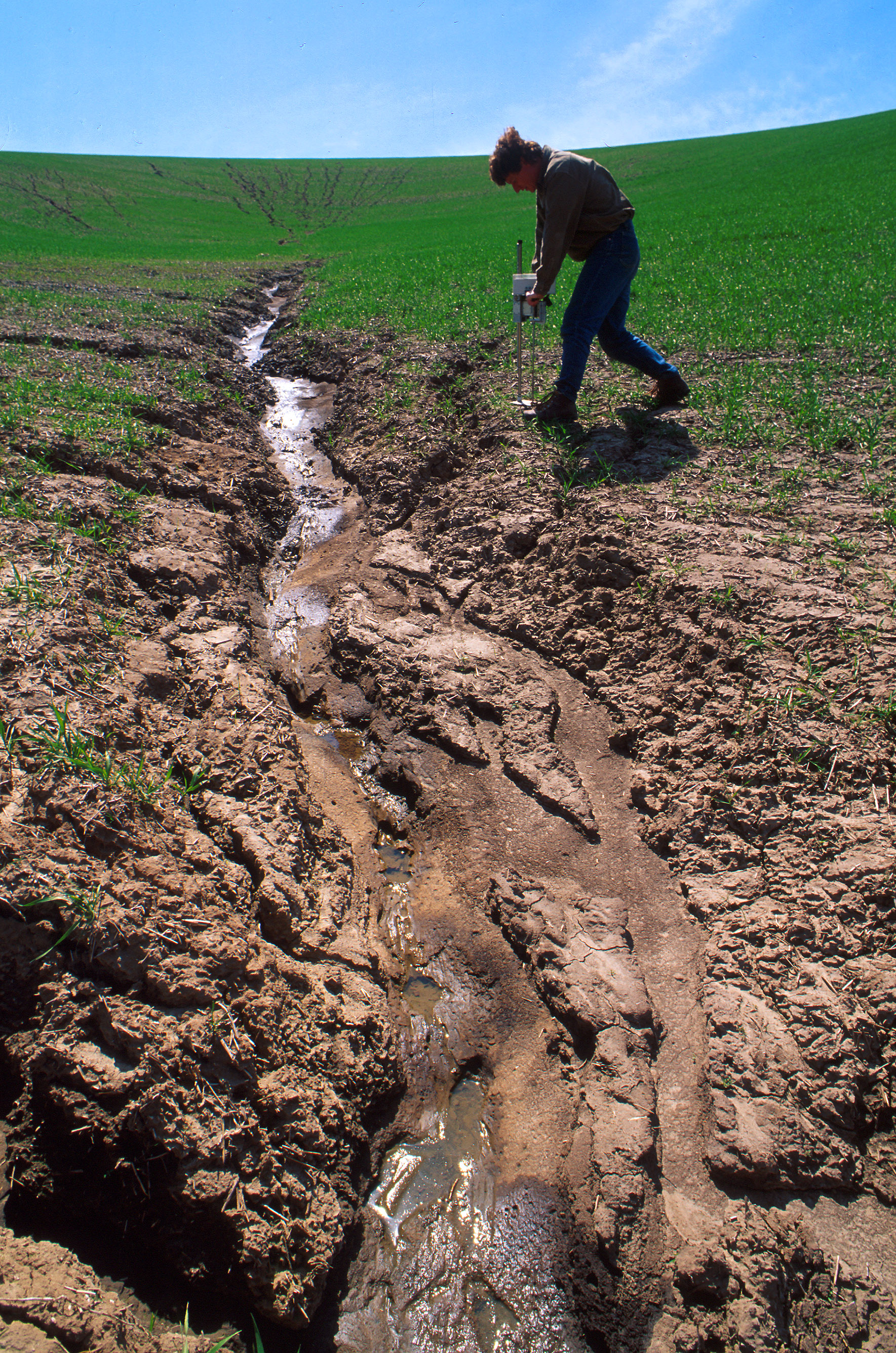
樹枝状に侵食を伴いながら集水した流水が、著しい土壌流出を発生させている。
（ワシントン州立大学近郊の小麦畑）

リル（rill）とは、降水に起因した水の流れによって地表面が削られてできた細い溝のこと。水の浸食による微地形。細溝（さいこう）とも。
地形発達史においてはリルと呼称することが多く、土木工学的には細溝と呼称する。ただし、人工的な細い溝も細溝であるため、成因から細溝侵食とも呼称する。

## 概要
降水量が地表面の浸透能力を上回り、地表水となった水は集約されて流れを作り、線上に地表面の洗掘を始め細い溝となる。リルが樹枝状に形成されると、集水効率が良く、掘削した土砂類が速やかに運搬されることになる。この作用をリル侵食（rill erosion）という（細溝侵食と同義）。侵食が進行し沢状に発達した地形をガリといい、底面には運搬された土砂類が堆積するため、降水量が少ないと水流は伏流することになる。
山岳地における森林の状態がリル侵食の発達を防ぎ、斜面崩壊や土石流、流木災害を止めることにもなる。特に植林地は、根が深く張らないため適切な間伐等の整備が促進される。日本の森林率は65%を超えるが、過去の自然保護団体による運動によって、木を切ってはいけない風潮になり、環境負荷を考慮した産出方法では採算が取れなくなった結果、リルやガリが発達した荒廃が著しくなった。これらに関して、NGOやNPOにとっては利益にならない活動になるため積極的な行動は少ない。
土木工学では、水の流れは十分配慮されているが必ずしも十分ではない。全てを網羅するには莫大な費用がかかる為、保全の費用対効果を吟味して対策が実施されることになる。通常は水路工にて集水しながら河川へ導き、渓谷などに対しては砂防堰堤で土砂流出を軽減する。崩壊跡に対しては侵食が進行しない対策が図られ、不安定な斜面に対しては地下水排除工などが実施されている。
農耕地では、深刻な土壌流出に繋がることもしばしばみられ、多少の雨による溝は簡単に平らにできるが、降雨量が多いと人為的には対策できないこともある。斜面上に造成された耕作地は痩せた土地になりやすく、土地劣化に伴い放置された農地は侵食が進行しやすい。近年、土壌流出で問題視されているのは、DDTなどの残留性の農薬を散布した土壌汚染に向けられる。山間部で放置された農耕地の汚染物質は、河川に流れ込み深刻な問題を引き起こすことになる。
日本では土壌汚染、水質汚染等に対し順次対策が図られるとともにモニタリングが続けられている。